# Stage Two
Stage Two ist eine Power-Metal-Band aus Deutschland.

## Bandgeschichte
Die Band wurde im Sommer 2000 gegründet. Von den Gründungsmitgliedern sind nur noch Martin Kirsch (Gitarre) und Simon Kappeller (Bass) übrig geblieben, die sich schon in der Anfangsphase mit dem talentierten Schlagzeug-Studenten Ole Fahnick verstärkten. Zu ihrem ganz eigenen Stil fand die Band aber erst nach dem Einstieg von Sängerin Elena Bihler.
Im Herbst/Winter 2002 ging Stage Two mit kurzfristiger Unterstützung des Gitarristen Sebastian Boll zum ersten Mal ins Studio und nahm das Album Steppin’ Out auf, das neben zahlreichen Hard-Rock-Stücken auch schon Heavy-Metal-Stücke enthielt.
Auf der Suche nach einem zweiten festen Gitarristen stieß man auf Michael Koch (ehemals Dark Yearning), der seinerseits nach einer Band Ausschau hielt, bei der er seine Leidenschaft für harte Musik ausleben konnte. Nachdem man sich auf Anhieb musikalisch wie menschlich bestens verstand, hatte Stage Two im Juli 2003 ein stabiles Line-up gefunden. Kurz darauf bot das Münchner Label MSG Records an, das nächste Album zu produzieren, nachdem sich die Band bei einem Online-Wettbewerb gegen die Konkurrenz durchgesetzt hatte. Die fünf Musiker entschieden sich jedoch, zunächst weiterhin Label-unabhängig zu bleiben.
Mit dem Einstieg Kochs begann eine Phase der Veränderung, in der sich die Band immer weiter von ihren Hard-Rock-Wurzeln entfernte. Das im Februar 2005 veröffentlichte Album Stage Two ist eine reine Heavy-Metal-Produktion mit deutlichen Anleihen von Bands wie Iron Maiden, Edguy, Nightwish oder Black Sabbath. Im Januar 2005 errichten die beiden Auskopplungen Farewell und Voice from Behind nacheinander Platz 2 der Metal-Charts der größten europäischen Musik-Community mp3.de.

## Stil
Die Musik bewegt sich im Bereich des melodischen Heavy Metal, obgleich die Lieder des ersten Albums Steppin' Out noch mehr im Hard Rock anzusiedeln sind. Ein besonderes Element ist die Stimme Elena Bihlers, die der Band im männerdominierten Power Metal eine gewisse Eigenständigkeit verleiht.

## Diskografie
- 2003: Steppin' Out
- 2005: Stage Two